# Burgsinn
Burgsinn település Németországban, azon belül Bajorországban. Lakosainak száma 2333 fő (2023. december 31.). Burgsinn Forst Aura, Fellen, Aura im Sinngrund, Mittelsinn, Wartmannsroth, Gräfendorf, Rieneck és Herrnwald községekkel határos.

## Népesség
A település népessége az elmúlt években az alábbi módon változott:
| Lakosok száma | 1644 | 2818 | 2782 | 2518 | 2517 | 2503 | 2436 | 2394 | 2364 | 2333 |
|               | 1875 | 1950 | 1975 | 2010 | 2012 | 2013 | 2015 | 2017 | 2021 | 2023 |